# 1994年リレハンメルオリンピックのイタリア選手団
1994年リレハンメルオリンピックのイタリア選手団（1994ねんリレハンメルオリンピックのイタリアせんしゅだん）は、1994年2月12日から2月27日まで、ノルウェーのオップラン県リレハンメルで開催された1994年リレハンメルオリンピックのイタリア選手団、およびその競技結果。

## 概要
今大会は金メダル7個、銀メダル5個、銅メダル8個の合計20個のメダルを獲得した。
クロスカントリースキーでは、マヌエラ・ディ・チェンタが個人種目2冠を含む女子全5種目すべてでメダルを獲得した。

## メダル
| メダル | 選手名 | 競技                   | 種目               |
| ------ | --- | ---------------------- | ------------------ |
| 金     | デボラ・コンパニョーニ                                                                                       | アルペンスキー         | 女子大回転         |
| 金     | マヌエラ・ディ・チェンタ                                                                                     | クロスカントリースキー | 女子15kmフリー     |
| 金     | マヌエラ・ディ・チェンタ                                                                                     | クロスカントリースキー | 女子30kmクラシカル |
| 金     | マウリーロ・デ・ゾルト マルコ・アルバレーロ ジョルジョ・ヴァンツェッタ シルビオ・ファウネル                  | クロスカントリースキー | 男子4×10kmリレー   |
| 金     | ゲルダ・ワイセンシュタイナー                                                                                 | リュージュ             | 女子1人乗り        |
| 金     | クルト・ブルッガー ウィルフリード・フーバー                                                                  | リュージュ             | 男子2人乗り        |
| 金     | マウリツィオ・カルニーノ ディエゴ・カッターニ オラツィオ・ファゴーネ ヒューゴ・ヘルノフ ミルコ・ブイレルミン | ショートトラック       | 男子5000 mリレー   |
| 銀     | アルベルト・トンバ                                                                                           | アルペンスキー         | 男子回転           |
| 銀     | マヌエラ・ディ・チェンタ                                                                                     | クロスカントリースキー | 女子5kmクラシカル  |
| 銀     | マヌエラ・ディ・チェンタ                                                                                     | クロスカントリースキー | 女子15km複合       |
| 銀     | ハンスヨルグ・ラッフル ノルベルト・フーバー                                                                  | リュージュ             | 男子2人乗り        |
| 銀     | ミルコ・ヴィラーミン                                                                                         | ショートトラック       | 男子500m           |
| 銅     | イゾルデ・コストナー                                                                                         | アルペンスキー         | 女子滑降           |
| 銅     | イゾルデ・コストナー                                                                                         | アルペンスキー         | 女子スーパー大回転 |
| 銅     | マルコ・アルバレーロ                                                                                         | クロスカントリースキー | 男子10kmクラシカル |
| 銅     | シルビオ・ファウネル                                                                                         | クロスカントリースキー | 男子25km複合       |
| 銅     | ステファーニア・ベルモンド                                                                                   | クロスカントリースキー | 女子15km複合       |
| 銅     | ビーチェ・ヴァンツェッタ マヌエラ・ディ・チェンタ ガブリエラ・パルッツィ ステファーニア・ベルモンド          | クロスカントリースキー | 女子4×5kmリレー    |
| 銅     | ギュンター・フーバー ステファノ・ティッチ                                                                    | ボブスレー             | 男子2人乗り        |
| 銅     | アルミン・ツェゲラー                                                                                         | リュージュ             | 男子1人乗り        |